# Weierbach (Lippe)
Der Weierbach ist ein 7,5 km langer, linker Zufluss der Lippe in Marl (Kreis Recklinghausen), der ein Einzugsgebiet von knapp 12,5 km² entwässert. Er entspringt südlich von Marl und verläuft dann westlich der Marler Innenstadt in nördlicher Richtung, im Nebenschluss werden die Teiche im Volkspark gespeist. Am nordwestlichen Rand des besiedelten Gebiets nimmt er den Ablauf der Kläranlage Marl-West auf, bevor er zuerst die A52, dann den Wesel-Datteln-Kanal gedükert unterquert und schließlich der Lippe zufließt. Im Gegensatz zu vielen anderen Wasserläufen im Ruhr-Emscher-Lippe-Gebiet diente er nie der Ableitung städtischer oder industrieller Abwässer.
Nach LAWA gehört der Weierbach dem Fließgewässertyp 14 „Sandgeprägte Tieflandbäche“ an. Die NRW-Typologie ordnet ihn dem Typ „Sandgeprägtes Fließgewässer der Sander und sandigen Aufschüttungen“, die Mündungsstrecke den „Fließgewässern der Niederungen“ zu. Fischgewässertyp ist der „untere Forellentyp Tiefland“.
Der Mündungsbereich zur Lippe wurde im Jahr 2022 durch den Lippeverband naturnah wiederhergestellt. Die Kosten der Baumaßnahmen betrugen rund eine Million Euro, wovon das Land Nordrhein-Westfalen 420.000 €, die Bezirksregierung Münster 460.000 € und der Lippeverband 115.000 € übernahmen. Weiterhin wurden im Marler Stadtgebiet mehrere Maßnahmen zur Verbesserung der Gewässerstruktur und ökologischen Durchgängigkeit, einer zentralen Forderung der europäischen Wasserrahmenrichtlinie (WRRL), umgesetzt.